# جونيور هيرندون
جونيور هيرندون (بالإنجليزية: Junior Herndon)‏ هو لاعب كرة قاعدة أمريكي، ولد في 11 سبتمبر 1978 في ليبرال في الولايات المتحدة.

## وصلات خارجية
- جونيور هيرندون على موقعبيزبول رفرنس.كوم (الدوري الرئيسي) (الإنجليزية)
- جونيور هيرندون على موقعبيزبول رفرنس.كوم (الدوري الثانوي) (الإنجليزية)
- جونيور هيرندون على موقع مشجعي الرسوم البيانية (الإنجليزية)